# El Kataf
El Kataf (também escrito El Ktaf) é uma vila na comuna de Mih Ouensa, no distrito de Mih Ouensa, província de El Oued, Argélia. A vila está localizada em uma estrada local que se ramifica para o noroeste da rodovia N16, 4,5 quilômetros (2,8 milhas) a sudoeste de Mih Ouensa e 27 quilômetros (17 milhas) a sudoeste da capital provincial El Oued.